# Estação La Estrella
A Estação La Estrella é uma das estações do Metrô de Medellín, situada em Sabaneta, seguida da Estação Sabaneta. Administrada pela Empresa de Transporte Masivo del Valle de Aburrá Limitada (ETMVA), é uma das estações terminais da Linha A.
Foi inaugurada em 24 de junho de 2012. Localizada no cruzamento da Autopista Regional com a Carrera 49, a estação situa-se em uma das margens do Rio Medellín. Atende o bairro Ancón Sur, situado na Zona Urbana do município.